# Lijst van vrachtautomerken
In deze lijst van vrachtautomerken staan de merken bij het het land van oorsprong.

## Australië

### Tegenwoordig nog actief
- SNVI

### Vroeger actief
- Sonacome

## Australië

### Tegenwoordig nog actief
- Iveco
- RFW

### Vroeger actief
- International
- Leader

## België

### Tegenwoordig nog actief
- Mol
- Volvo

### Vroeger actief
- Brossel
- Minerva
- Pipe
- SDS

## Brazilië

### Tegenwoordig nog actief
- Iveco
- Volkswagen

### Vroeger actief
- FNM

## Bulgarije

### Vroeger actief
- Chavdar
- Madara
- Preslav

## Canada

### Vroeger actief
- Challenger
- Fargo
- Hayes
- Pacific
- Scot

## China

### Tegenwoordig nog actief
- BeiBen, ook bekend als North-Benz
- CNHTC
- DFSK
- Dongfeng
- Foton Auman
- Howo
- Jiefang
- JMC
- Lifan
- Sany
- Shacman, ook bekend als Shaanxi
- Sinotruk

### Vroeger actief
- Aeolus, een merk van FAW
- Huanghe, voorloper van Howo
- Mingshen
- Qingqi
- Taishun
- Tianjin
- Tianma
- Tiema
- Youngman

## Cuba

### Vroeger actief
- Taíno

## Cyprus

### Vroeger actief
- KMC

## Denemarken

### Tegenwoordig nog actief
- Hydrema
- Nilfisk
- Vestergaard

### Vroeger actief
- DAB
- Gideon
- Triangel, voortgekomen uit
  - Anglo-Dane
  - JAN
  - Thrige

## Duitsland

### Tegenwoordig nog actief
- Goldhofer
- Liebherr
- MAN
- Mercedes-Benz
- Multicar
- Titan

### Vroeger actief
- AAG
- Amphitruck
- Barkas
- Bergmann
- Borgward
- Brennabor
- Büssing
- Büssing-NAG
- Dürkopp
- Eicher
- FAUN
- Ford Köln
- Framo
- Garant
- Hanomag
- Hanomag Henschel (HHF)
- Henschel
- Horch
- IFA
- Iveco
- Iveco-Magirus
- Kaelble
- Krupp
- Magirus
- Magirus-Deutz
- NAG
- Opel
- Phänomen
- Robur
- Südwerke
- Talbot
- Tempo
- Van der Zypen & Charlier
- Vomag

## Egypte

### Vroeger actief
- Nasr

## Finland

### Tegenwoordig actief
- Sisu

### Vroeger actief
- Vanaja
- Yhteissisu

## Frankrijk

### Tegenwoordig nog actief
- Nicolas
- Renault

### Vroeger actief
- Bernard
- Berliet
- Citroën
- De Dion-Bouton
- Labourier
- Laffly
- Latil
- Lohéac
- Mega
- OSA-Liberty
- Panhard
- Saviem
- Willème
- Unic

## Georgië

### Vroeger actief
- KAZ

## Griekenland

### Vroeger actief
- ELBO

## Groot-Brittannië

### Tegenwoordig nog actief
- Dennis

### Vroeger actief
- AEC
- Alvis
- Argyle
- Armstrong-Saurer
- Atkinson
- Austin
- Baron
- Bedford
- Belsize
- Crossley
- Daimler
- Dodge
- ERF
- Foden
- Ford Thames
  - Fordson Thames
  - Thames
- Guy
- Haulomatic
- Leyland
- Manchester
- Mann
- McCurd
- Morris
- Peerless
- Proctor
- Quest
- Scammell
- SD
- Seddon
- Seddon-Atkinson
- Sentinel
- Shefflex
- Star
- Thornycroft
- Union
- Unipower

## Hongarije

### Tegenwoordig nog actief
- Rába

### Vroeger actief
- Csepel
- MÁG

## Ierland

### Tegenwoordig nog actief
- Timoney

### Vroeger actief
- ATW
- Dennison

## India

### Tegenwoordig not actief
- Ashok Leyland
- BharatBenz
- Eicher
- Force
- Hindustan
- Mahindra
- Swaraj
- Tata
- VFJ

### Vroeger actief
- Allwyn
- BEML
- JONGA
- Premier
- Shaktiman
- Standard

## Indonesië

### Tegenwoordig nog actief
- Perkasa

## Irak

### Vroeger actief
- Salah-el-din
- Scania Iraq, deze merknaam werd gebruikt voor lokaal geassembleerde Scania-vrachtwagens door de firma SEAI, die overigens ook verantwoordelijk was voor de Sala-h-el-din.

## Iran

### Tegenwoordig nog actief
- Amico
- Araz
- Budsun
- Iran Kaveh
- Iran Khodro
- Pars Khodro
- SAIPA
- Zamyad

## Israël

### Tegenwoordig nog actief
- AIL
- Carmor
- REE

## Italië

### Tegenwoordig nog actief
- Iveco

### Vroeger actief
- Alfa Romeo
- Astra
- Bremach
- Camir
- Fiat
- Lancia
- O.M.
- Isotta Fraschini
- Züst

## Japan

### Tegenwoordig nog actief
- Daihatsu
- Fuso
- Hino Motors
- Isuzu
- Toyota
- UD

### Vroeger actief
- Nissan Diesel, tegenwoordig UD
- Mazda
- Mitsubishi, tegenwoordig Fuso

## Kroatië

### Vroeger actief
- Torpedo

## Letland

### Vroeger actief
- Russo-Baltique

## Libië

### Tegenwoordig nog actief
- T&BC

## Liechtenstein

### Vroeger actief
- Kaiser AG

## Maleisië

### Tegenwoordig nog actief
- Bison
- Boon koon
- Hicom
- Inokom

## Nederland

### Tegenwoordig nog actief
- DAF
- Ginaf
- Terberg
- Scania

### Vroeger actief
- FTF
- Kromhout
- Mergam
- RAM
- Verheul
- Werklust

## Noord Korea

### Vroeger actief
- Konsor
- Sungri

## Noorwegen

### Tegenwoordig nog actief
- Develon

### Vroeger actief
- Doosan
- Moxy
- Øveraasen

## Oekraïne

### Vroeger actief
- BAZ
- KrAZ
- Vladimir

## Oezbekistan

### Tegenwoordig nog actief
- SAZ

### Vroeger actief
- UZOtoyol

## Oostenrijk

### Tegenwoordig nog actief
- Steyr

### Vroeger actief
- Austro-Saurer
- Gräf & Stift
- ÖAF

## Pakistan

### Vroeger actief
- Yasoob

## Polen

### Vroeger actief
- Jelcz
- Star
- Żubr

## Portugal

### Vroeger actief
- Tramagal

## Servië

### Tegenwoordig nog actief
- FAP
- TERVO Zastava

### Vroeger actief
- FVK
- Zastava
- Zmaj

## Roemenië

### Tegenwoordig nog actief
- DAC

### Vroeger actief
- Bucegi
- Carpați
- Roman
- SR

## Slovenië

### Tegenwoordig nog actief
- Tam

## Spanje

### Tegenwoordig nog actief
- Buxo
- Iveco
- URO

### Historisch
- Avia
- Barreiros
- Ebro
- IPV
- Nazar
- Pegaso

## Verenigde Staten van Amerika

### Tegenwoordig nog actief
- American LaFrance
- Chevrolet
- Freightliner
- GMC
- International
- Kenworth
- Mack
- Nikola
- Oskhosh
- Peterbilt
- Western Star

### Vroeger actief
- Diamond REO
- Diamond T
- Dodge
- Ford
- FWD
- Locomobile
- Moreland
- Paymaster
- Pierce Arrow
- Sterling
- Stewart
- Titan
- Traffic
- White

## Vietnam

### Tegenwoordig nog actief
- Chien Thang

## Zweden

### Tegenwoordig nog actief
- Scania
- Volvo

### Vroeger actief
- Kalmar
- Scania-Vabis
- Tidaholms bruk
- Vabis

## Zwitserland

### Tegenwoordig nog actief
- MOWAG

### Vroeger actief
- Berna
- FBW
- NAW
- Saurer